# Asplenium virillae
Asplenium virillae är en svartbräkenväxtart som beskrevs av Hermann Christ. Asplenium virillae ingår i släktet Asplenium och familjen Aspleniaceae. Inga underarter finns listade.